# Alternative Jugendliste
Die Alternative Jugendliste (AJL) war eine in der Deutschen Demokratischen Republik (DDR) zu den Volkskammerwahlen am 18. März 1990 und zu den Kommunalwahlen am 6. Mai 1990 zugelassene Listenvereinigung von mehreren Jugendverbänden. 
Bei den Volkskammerwahlen bestand die AJL aus der Deutschen Jugendpartei (DJP), der Grünen Jugend (GJ) in der DDR, der Marxistischen Jugendvereinigung „Junge Linke“ (MJV) und der Freien Deutschen Jugend (FDJ). Sie erreichte mit DDR-weit 14.615 Stimmen einen Anteil von 0,12 Prozent. Im damaligen Wahlrecht gab es keine Sperrklausel. Die AJL verfehlte ein Mandat und damit den Einzug in die Volkskammer um 484 Stimmen.
Zu den Kommunalwahlen in der DDR im Mai 1990 trat die AJL in je nach den örtlichen Gegebenheiten unterschiedlicher Zusammensetzung erneut an, konnte jedoch auch bei diesen Wahlen keine nennenswerten Erfolge verzeichnen.